# Municipio de Malmö
El municipio de Malmö (en sueco: Malmö kommun) es un municipio de Escania, la provincia más austral de Suecia. En 1971, la ciudad se convirtió en un municipio de tipo unitario, como todos los demás en Suecia. Sin embargo, el municipio prefiere llamarse ciudad, Malmö stad, en todos los casos cuando sea legalmente posible. Esta decisión tomada por la asamblea municipal es puramente nominal y no tiene ningún efecto sobre el estado legal del municipio.

## Localidades
A partir de 2015, había seis áreas urbanas (tätort o localidades) y seis asentamientos más pequeños (småorter) en el municipio.
Las localidades se enumeran en la tabla según el tamaño de la población en 2018. Una pequeña parte de Malmö (Arlöv) está situada en el municipio de Burlöv.
| # | Localidad      | Población |
| - | -------------- | --------- |
| 1 | Malmö          | 316,588   |
| 2 | Bunkeflostrand | 13,561    |
| 3 | Oxie           | 13,165    |
| 4 | Tygelsjö       | 3,455     |
| 5 | Vintrie        | 803       |
| 6 | Skumparp       | 253       |

## Ciudades hermanadas
A partir de 2019, Malmö tiene tratados de hermanamiento o de cooperación firmados con 11 ciudades. De estos, la cooperación más cercana es con Newcastle y Tallin:
- Vaasa (1940)
- Tangshan (1987)
- Varna (1987)
- Adelaide (1988)
- Florencia (1989)
- Tallin (1989)
- Szczecin (1990)
- Stralsund (1991)
- Provincia de Chieti- tratado de cooperación firmado en 2001
- Newcastle tratado de cooperación firmado en 2003
- Kaliningrado tratado de cooperación